# Black Dahlia
"Black Dahlia" (Tạm dịch: Thược dược đen) là tên gọi dành cho "Elizabeth Short" (29 tháng 7 năm 1924 – 15 tháng 1 năm 1947) là một phụ nữ người Mỹ và là nạn nhân của một vụ giết người dã man nổi tiếng vào năm 1947. Các bài báo đặt biệt danh này cho Short sau khi cô chết do đây là một vụ giết người tàn nhẫn. Biệt danh "Black Dahlia" có lẽ được bắt nguồn từ một bộ phim Film noir - một thể loại điện ảnh tập trung vào các vụ giết người bí ẩn - với tên gọi là Blue Dahlia và được công chiếu vào tháng 4 năm 1946.
Short được tìm thấy trong tình trạng bị móc mắt, cơ thể bị chặt thành phân nửa ở ngay eo, vào ngày 15 tháng 1 năm 1947 tại Leimert Park, Los Angeles, California. Vụ giết người không có lời giải đáp này dẫn đến rất nhiều phỏng đoán và nghi phạm, cùng với đó là sự ra đời của những quyển sách, truyền hình, phim ảnh và game phỏng theo. Vụ án này cũng là một trong những vụ án lâu đời nhất  trong lịch sử Los Angeles  và vẫn chưa có lời giải đáp.

## Thân thế
Short được sinh ra ở Boston, là người thứ ba trong năm cô con gái của Cleo và Phoebe May (Sawyer) Short. Cô lớn lên ở vùng ngoại ô của Medford, Massachusetts. Cha cô là giám đốc điều hành của một công ty khá thành công trong lĩnh vực xây sân golf mini cho tới khi thị trường chứng khoán sụp đổ vào tháng 4 năm 1929, lúc ông ấy mất hầu hết của cải. Vào một ngày năm 1930, Cleo đỗ xe trên một cây cầu và từ đó cho đến nhiều năm sau không ai nghe thêm tin tức gì về ông ấy nữa, khiến nhiều người cho rằng Cleo đã tự tử. Phoebe May Short chuyển nhà đến một căn hộ nhỏ ở Medford và làm công việc kế toán để nuôi cả nhà. Tận cho đến khi gia đình nhận được một lá thư xin lỗi thì họ mới biết rằng Cleo Short vẫn còn sống và hiện đang ở California.

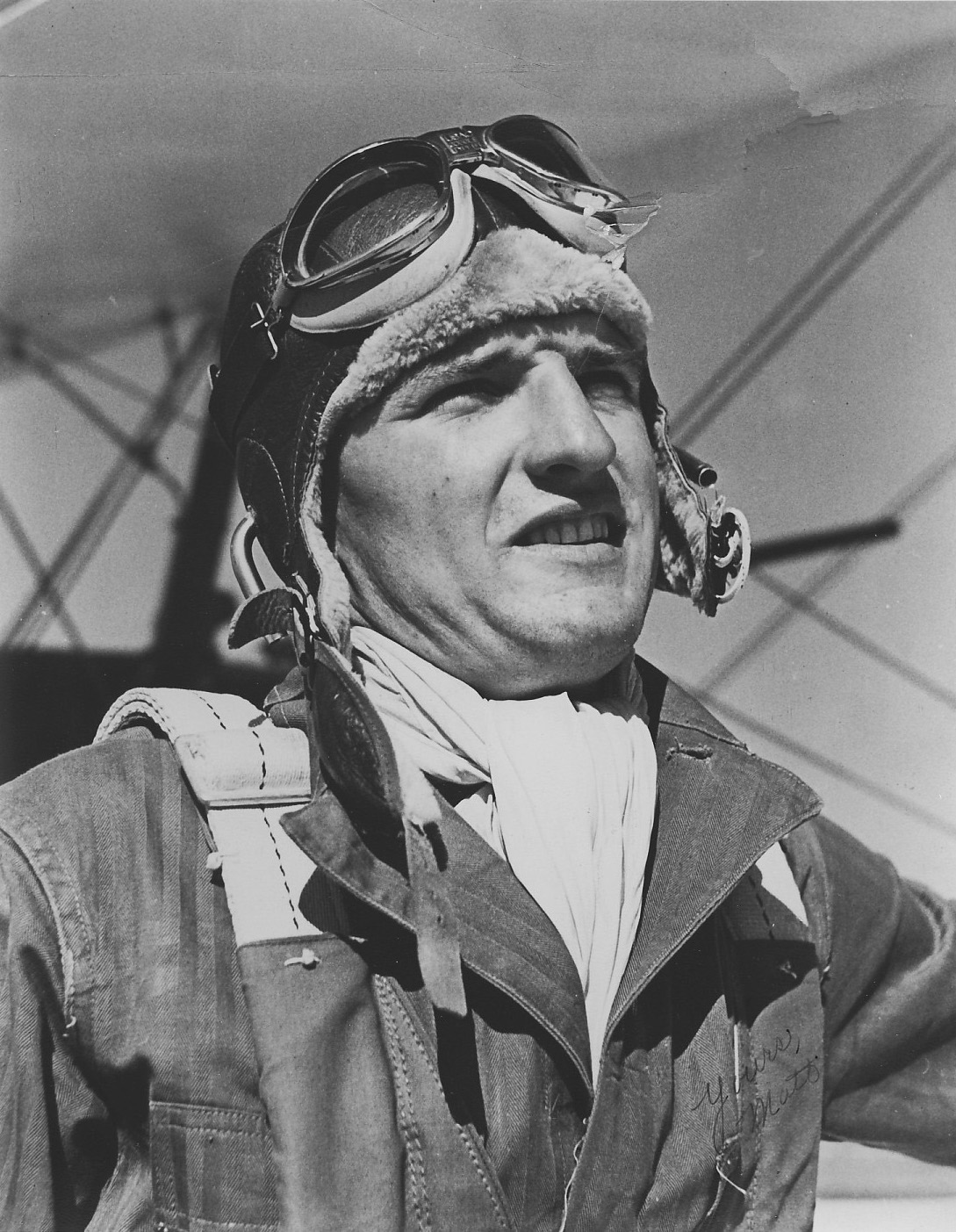
Thiếu tá Matthew Michael Gordon, Jr.

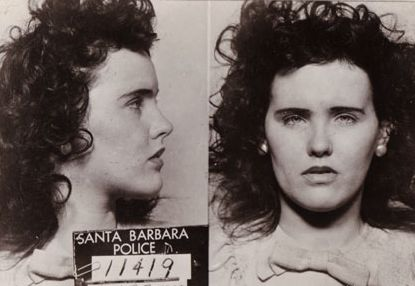
Hình bị bắt giữ năm 1943 của Elizabeth Short vì uống rượu khi chưa đủ tuổi

Mắc căn bệnh hen suyễn và viêm phế quản, Elizabeth Short được gửi tới Miami và dành cả mùa đông ở đó vào năm 16 tuổi. Trong ba năm tiếp theo, cô sống ở Florida trong mùa lạnh và dành thời gian còn lại trong năm ở Medford. Ở tuổi 19, cô đi tới Vallejo, California, để sống với cha cô ấy, người đang làm việc gần đó ở Xưởng Tàu hạm Mare Island ở San Francisco. Đầu năm 1943, Short và cha chuyển đến Los Angeles, nhưng cô đã bỏ đi sau một cuộc tranh luận với cha và kiếm một công việc ở bưu kiện trao đổi tại Trại Cooke (bây giờ là Căn cứ Không lực Vandenberg), gần Lompoc, California. Cô sớm chuyển đến Santa Barbara, nơi cô bị bắt vào ngày 23 tháng 9 năm 1943 vì uống rượu khi chưa đủ tuổi. Các nhà chức trách sau đó gửi cô về Medford, nhưng thay vì quay trở về đó, cô đi đến Florida và chỉ thỉnh thoảng ghé thăm Massachusetts.
Trong khi ở Florida, Short gặp Thiếu tá Matthew Michael Gordon, Jr., một sĩ quan Quân đội Hoa Kỳ Không lực đương thời, nơi mà anh đang được huấn luyện để phục vụ Căn cứ Quân sự "China Burma India". Cô nói với bạn bè rằng anh ấy đã viết lời cầu hôn cho cô khi anh đang hồi phục vết thương sau một vụ va chạm máy bay ở Ấn Độ. Cô chấp nhận lời cầu hôn của anh ấy, nhưng Gordon sau đó chết trong vụ va chạm máy bay thứ hai vào ngày 10 tháng 8 năm 1945, chưa đầy một tuần trước khi Nhật Bản đầu hàng kết thúc Thế Chiến II.
Short trở về Los Angeles vào tháng 7 năm 1946 để thăm Trung úy Không lực Joseph Gordon Fickling, người mà cô đã biết khi ở Florida. Fickling lúc này đang đóng quân ở Căn cứ Hải quân Dự bị, Long Beach. Short dành sáu tháng cuối đời ở Nam California, hầu như là ở khu vực Los Angeles.

## Vụ án và cái kết
Vào sáng ngày 15 tháng 1 năm 1947, xác chết lõa thể của Elizabeth Short được tìm thấy ở một chỗ đậu xe trống phía Tây Nam đại lộ Norton ở giữa đường Coliseum và đường 39th Tây (ở 34°00′59″B 118°19′59″T / 34,0164°B 118,333°T) trong công viên Leinmert, Los Angeles. Một cư dân tên Betty Bersinger phát hiện ra cái xác vào khoảng 10:00, khi cô đang đi bộ với đứa con gái ba tuổi. Lúc đầu Bersinger nghĩ rằng đó chỉ là một con manơcanh bị hư. Khi cô nhận ra đó là một xác chết, cô liền chạy tới một ngôi nhà gần đó và gọi cảnh sát.
Cơ thể bị hành hạ tàn nhẫn của Short bị chặt đứt hoàn toàn ở phần eo và không còn một giọt máu sót lại trong người. Thi thể rõ ràng đã được rửa sạch bởi tên sát nhân. Gương mặt của Short bị rạch từ khóe miệng cho tới lỗ tai, tạo thành một nụ cười Glasgow. Thi thể Short còn có những vết cắt sâu ở đùi và ngực, một số chỗ có toàn bộ phần thịt bị cắt đi. Phần dưới cơ thể cô ấy được đặt cách phần trên cơ thể khoảng 30 cm, với phần ruột được nhét gọn trong mông. Thi thể cô ấy còn được "tạo kiểu" với đôi bàn tay đặt trên phần đầu, khuỷu tay cong một góc vuông, và đôi chân dạng ra hai bên. Những nhà điều tra tìm thấy một bao xi-măng gần đó với đầy máu ở trong. Ngoài ra còn có một dấu giày cao gót trên mặt đất mà xung quanh đó là những dấu bánh xe.
Khám nghiệm tử thi cho thấy Short cao 1.65 m, nặng 115 pound (52 kg), màu mắt xanh nhạt, tóc nâu, và răng đã bị phân rã nghiêm trọng. Trên cổ, cổ tay và mắt cá chân còn có nhiều dấu hằn của dây trói. Hộp sọ dù không bị bể nhưng Short lại có những vết bầm ở phần trước và phần bên phải da đầu, với một số xuất huyết nhỏ ở thùy trán, kết quả của việc bị đánh liên tục vào đầu. Nguyên nhân của cái chết được xác định là do xuất huyết trầm trọng từ một vết cắt sâu trên da và do bị đánh liên tục vào đầu và mặt.
Sau phần nhận diện thi thể, phóng viên từ Los Angeles Examiner đã liên lạc với người mẹ, Phoebe Short, và nói với bà ấy rằng con gái của bà đã thắng một cuộc thi sắc đẹp. Chỉ sau khi moi móc hết thông tin cá nhân mà họ có thể từ Phoebe, các phóng viên mới nói bà nghe rằng con gái bà đã bị giết. Tờ báo sau đó đề nghị trả tiền vé máy bay và chỗ ở cho bà nếu bà ấy đồng ý đi đến Los Angeles để giúp cảnh sát vào cuộc. Và đó chỉ mới là một trò mà thôi, vì sau đó tờ báo đã giữ bà ấy tránh khỏi cảnh sát và các phóng viên khác nhằm tư lợi để giữ tin sốt dẻo. Các bài viết của William Randolph Hearst, biên tập của tờ Los Angeles Herald-Express và Los Angeles Examiner sau đó còn giật tít vụ án rằng Short được nhìn thấy lần cuối trong một chiếc váy bó và một cái áo mỏng manh với chất vải xuyên thấu trong khi sự thật là cô được nhìn thấy lần cuối với một bộ y phục màu đen - từ đó Elizabeth Short được biết đến với tên gọi "Black Dahlia", một "con điếm" đi "kiếm mồi ở đại lộ Hollywood."
Ngày 23 tháng 1 năm 1947, một người tự nhận là kẻ giết người gọi cho nhà biên tập của Los Angeles Examiner, và bày tỏ mối quan tâm rằng những tin tức về vụ giết người đã bị cắt xén bớt và đề nghị gửi đồ của Short cho biên tập viên. Ngày hôm sau, một gói đồ được chuyển đến tòa soạn Los Angeles bao gồm giấy khai sinh của Short, thẻ làm việc, những tấm ảnh, những cái tên ghi trên một mảnh giấy, cùng với một quyển sổ địa chỉ với cái tên Mark Hansen được khắc nổi trên bìa. Hansen, một người ở ngôi nhà mà Short từng ở với bạn cô ấy, ngay lập tức trở thành một kẻ tình nghi. Một hoặc nhiều người khác còn viết thư gửi đến tòa soạn và ký tên là "Người trả thù cho Black Dahlia". Vào ngày 25 tháng Một, túi xách và một chiếc giày của Short được báo cáo nhìn thấy ở trên một thùng rác trong một con hẻm gần Đại Lộ Norton. Những vật này cuối cùng được tìm thấy ở một bãi rác.

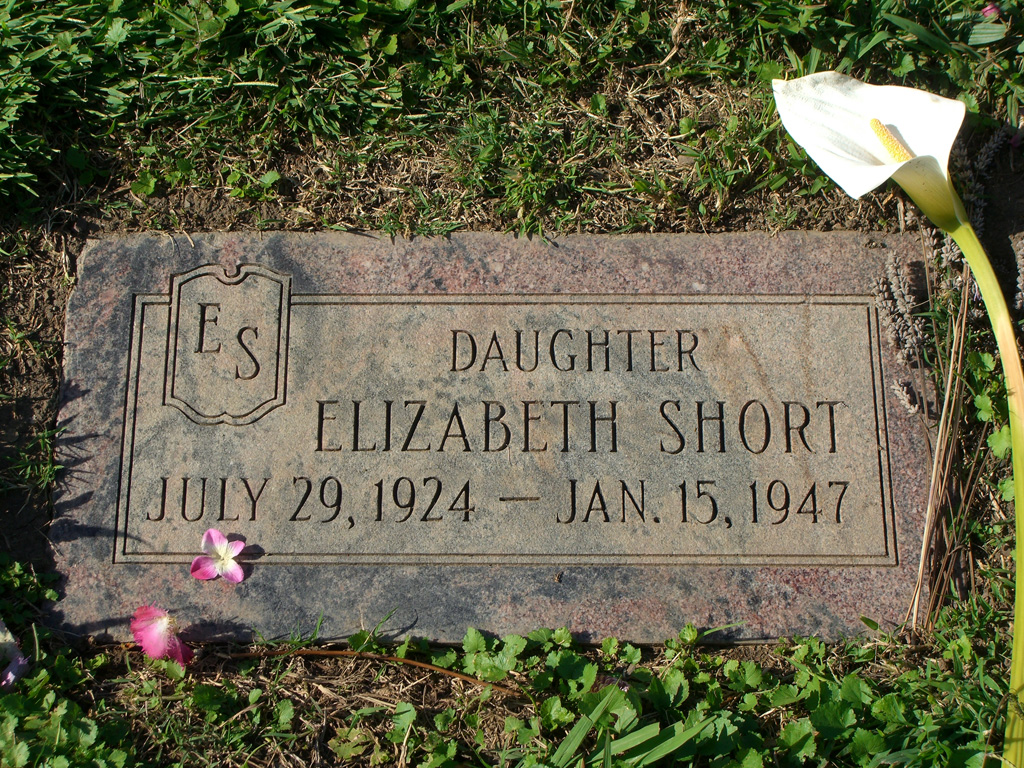
Mộ của Elizabeth Short

Bởi vì sự khét tiếng của vụ án mà qua nhiều năm đã có hơn 50 người bao gồm đàn ông và phụ nữ đã thú nhận tội ác này, song song đó là một số lượng lớn thông tin mà cảnh sát nhận được từ những công dân mỗi khi một tờ báo nhắc đến vụ án hay một quyển sách hoặc bộ phim nói về vụ án. Trung sĩ John P. St. John, một nhà điều tra nghiên cứu về vụ án này tận cho đến khi ông về hưu, nói rằng, "Thật kinh ngạc biết bao nhiêu khi chứng kiến số người cung cấp rằng người thân của họ là kẻ giết người".
Short được chôn tại nghĩa trang Mountain View tại Oakland, California. Sau khi những đứa em của bà Phoebe Short đã trưởng thành và có gia đình, bà chuyển đến sống tại Oakland để được ở gần hơn mộ của con gái. Bà cuối cùng quay trở về bờ đông vào những năm 1970, nơi mà bà đã ở đến khi bước vào độ tuổi 90.

## Những lời đồn thổi và những hiểu lầm phổ biến
Theo những bài báo được tường thuật ít lâu sau vụ giết người, Elizabeth Short nhận được biệt danh "Black Dahlia" tại một nhà thuốc ở Long Beach, California vào giữa năm 1946 khi mà mọi người bắt đầu chơi chữ từ bộ phim The Blue Dahlia. Những luật sư điều tra địa phương ở Los Angeles County báo cáo rằng biệt danh được tạo ra bởi những bài báo viết về vụ án. Phóng viên Bevo Means của Los Angeles Herald-Express, người đã phỏng vấn những người quen của Short tại nhà thuốc, được cho là người đầu tiên dùng biệt danh "Black Dahlia".
Một số những người không hề biết Short đã liên lạc với cảnh sát và báo chí, khẳng định rằng họ đã nhìn thấy cô ấy trong cái tuần cô ấy mất tích từ ngày 9 đến ngày 15 tháng 1 năm 1947 và cũng là ngày tìm thấy thi thể cô ấy. Cảnh sát và ban điều tra bác bỏ những cáo buộc này; trong một số trường hợp, những người này còn nhầm lẫn những phụ nữ khác với Short.
Những quyển sách dựa trên tội ác có thật cho rằng Short đã sống hoặc đã đến thăm Los Angeles nhiều lần vào giữa những năm 1940; những tuyên bố này chưa bao giờ được kiểm chứng và đã được bác bỏ bởi những cảnh sát điều tra vụ án này. Một tài liệu với tựa đề "Những hoạt động của Elizabeth Short trước ngày 1 tháng 6 năm 1946" thuộc sở hữu của một luật sư ở Los Angeles ghi rằng Short đã ở Florida và Massachusetts từ tháng 9 năm 1943 tới những tháng đầu tiên của năm 1946 và liệt kê chi tiết những chỗ ở và chỗ làm của cô ấy trong khoảng thời gian này. Mặc dù miêu tả phổ biến của những người quen biết Short và của những tác giả viết sách dựa trên tội ác có thật cho rằng Short là gái điếm, bồi thẩm đoàn của Los Angeles chứng minh rằng không hề có bằng chứng tồn tại nào cho thấy cô ấy đã từng là một gái điếm, và luật sư quận cũng cho rằng điều này xảy ra do nhầm lẫn với một người phụ nữ cùng tên. Một tin đồn được biết đến rộng rãi cho rằng Short không có khả năng quan hệ tình dục bởi vì một khuyết điểm bẩm sinh nào đó đã khiến cô ấy có "cơ quan sinh dục của em bé". Một tập tin của văn phòng luật thuộc quận Los Angeles ghi rằng những nhà điều tra đã thẩm vấn ba người đàn ông đã từng có quan hệ tình dục với Short, bao gồm cả sĩ quan cảnh sát ở Chicago - người cũng bị tình nghi trong vụ án. Những tập tin của FBI về vụ án cũng chứa một tuyên bố của một trong những người cho rằng là người yêu của Short. Được tìm thấy trong các tập tin của văn phòng luật Los Angeles và bản tổng kết vụ án của Sở Cảnh sát Los Angeles, khám nghiệm tử thi của Short cho thấy cô ấy có cơ quan sinh sản bình thường. Khám nghiệm tử thi của Short cũng ghi rằng Short chưa bao giờ có thai, ngược lại với những điều một số người khai báo trước và sau cái chết của cô ấy.

## Đối tượng tình nghi
Cuộc điều tra về cái chết của Short được thực hiện bởi Cục Cảnh sát Los Angeles. Cục cũng đã nhận được sự giúp đỡ của hàng trăm cảnh sát từ lực lượng thực thi pháp luật. Vì tính chất của vụ án, sự giật gân và đôi khi thiếu chính xác của báo chí đã thu hút sự chú ý kịch liệt từ dư luận.
Khoảng 60 người thú nhận tội giết người, phần lớn là đàn ông. Trong số đó, 25 người bị coi là nghi phạm khả thi bởi văn phòng luật quận Los Angeles. Trong quá trình điều tra, một số người trong số 25 người này bị loại, và có nhiều đối tượng mới bị tình nghi. Đối tượng tình nghi vẫn còn nằm trong sự điều tra của một số tác giả và các chuyên gia gồm Walter Bayley, Norman Chandler, Leslie Dillon, Joseph A. Dumais, Mark Hansen, Tiến sĩ Francis E. Sweeney, George Hill Hodel, Hodel là bạn Fred Sexton, George Knowlton, Robert M. "Red" Manley, Patrick S. O ' Reilly, và Jack Anderson Wilson.